# Mezquíriz
Mezquíriz (en euskera: Mezkiritz) es una localidad española y un concejo de la Comunidad Foral de Navarra perteneciente al municipio del Valle de Erro. Se encuentra situada en la Merindad de Sangüesa, en la comarca de Auñamendi y a 36,5 km de la capital de la comunidad, Pamplona. Su población en 2014 fue de 76 habitantes (INE), su superficie es de 6,63 km² y su densidad de población es de 11,46 hab/km².
Además de Mezquíriz, dentro del municipio se encuentra la localidad de Ureta.

## Geografía física

### Situación
La localidad de Mezkiritz se encuentra situada en la parte centro-occidental del valle de Erro. Su término concejil tiene una superficie de 6,63 km² y limita  al norte con los concejos de Espinal y Viscarret-Guerendiáin, al este con Espinal, al sur con el término de Lusarreta en el municipio de Arce y el concejo de Esnoz y al oeste con Viscarret-Guerendiáin.

## Población y ordenación urbana

### Núcleos de población
El concejo constituye estadísticamente una entidad colectiva que se divide en las siguientes entidades de población, según el nomenclátor de población publicado por el INE (Instituto Nacional de Estadística). Los datos de población se refieren a 2014
| Entidad de Población | Población (2014) |
| -------------------- | ---------------- |
| Mezkiritz            | 67               |
| Ureta                | 9                |
| Total                | 76               |

### Demografía

#### Evolución de la población
| Gráfica de evolución demográfica de Mezquíriz entre 2000 y 2015 |
|                                                                 |
| Datos según el nomenclátor publicado por el INE.                |

## Transportes y comunicaciones
Se encuentra a 36,5 km de Pamplona y a 500 m de la carretera NA-135 Pamplona-Francia por Valcarlos. En el km. 39 de esta carretera se encuentra el puerto de Mezquíriz de 922 m de altura y por el que discurre el Camino Francés a Santiago de Compostela. 

## Monumentos y lugares de interés

### Monumentos religiosos
Iglesia parroquial de San Cristóbal, de origen medieval, ampliada a fines del siglo XVI. Retablo mayor neoclásico de mediados del siglo XIX. Obra de Fermín Barberana con elementos de un retablo anterior (siglo XVII?).
Ermita de San Miguel (1887) con una talla barroca de San Miguel.

### Monumentos civiles
Son características de este lugar las casas de grandes dimensiones en las que se suceden dos alturas además del tejado a dos aguas. La fachada se delimita normalmente entre dos contrafuertes, con balcones corridos en las zonas superiores. Algunas de estas casas presentan también escudos.

## Cultura

### Cine
Mezkiritz fue una de las localizaciones del cortometraje "El bosque de la luz", dirigido por Karlos Alastruey, y que recibió la medalla de oro de la UNICA en Austria en el año 2004. En los años posteriores fue también escenario del rodaje de varias escenas del largometraje  Lodo.

### Idioma
Las lenguas usadas son el castellano y el euskera. A este último L.L. Bonaparte lo clasificó en 1863 en el dialecto alto-navarro meridional y, dentro del mismo, en el subdialecto cispamplones y variedad de Erro. 

## Deportes
Mezquíriz es conocido por el Bost Kirol (Cinco Deportes), un pentatlón de deportes de frontón que se celebra anualmente todos los veranos. Además de la pelota mano y tres modalidades con pala, la prueba restante es el "sare" (red), en la que la pelota se lanza contra el frontón usando una pequeña raqueta que enmarca una red de cuerda destensada.
En el año 2016 debutó como remontista profesional con la empresa Oriamendi 2010, su vecino Mikel Etxarri Elizalde.